# Salto (gymnastique)
Pour les articles homonymes, voir Salto.
« Saut périlleux » redirige ici. Pour l’article homophone, voir Seau périlleux.
Ne doit pas être confondu avec Salchow.

Décomposition d'un salto par Eadweard Muybridge, 1881.

Un salto facial.

Le salto (du latin saltare, « sauter »), ou saut périlleux, est un saut au cours duquel le corps réalise un tour complet autour de son axe horizontal. Il a diverses variantes : salto arrière, double salto, salto costal, etc.
Le salto est une figure de gymnastique souvent confondue avec le salchow[réf. souhaitée].

## Description
L'exécution d'un salto se décompose en trois phases :
1. Montée : le gymnaste s'élève dans l'espace en cherchant un maximum de hauteur ;
2. Rotation : une fois que le gymnaste est suffisamment haut, il engage la rotation : il tourne alors dans l'espace autour de l'axe horizontal. Il existe trois principales manières d'effectuer cette rotation : groupé (les genoux repliés contre la poitrine), carpé (les jambes tendues ramenées contre la poitrine) et tendu (les jambes tendues dans l'axe du tronc) ;
3. Réception : une fois la rotation terminée, le gymnaste retombe au sol. Le corps doit être ouvert, les jambes à demi fléchies afin de se stabiliser au sol. La réception est considérée comme techniquement parfaite lorsque les deux pieds sont parallèles ; toutefois, en gymnastique féminine, la réglementation autorise la réception au sol les pieds décalés (un pied devant l'autre).

## Variantes
Le salto a diverses variantes ; il peut être vers l'avant ou l'arrière, corps groupé, tendu, ou carpé, et peut être greffé à une ou plusieurs vrilles.
Il existe certaines dénominations très spécifiques :
- Salto facial : salto vers l'avant, impulsion d'une jambe, jambes tendues. Sa forme ressemble à une souplesse avant sans poser les mains au sol ;
- Salto costal : se définit comme une roue sans les mains ;
- Salto japonais : impulsion d'une jambe, rotation d'un quart de tour durant le salto ;
- Salto : combine le salto avant et arrière
- Tempo : salto arrière tendu bas et légèrement cambré comme un flip ;
- Twist : demi-tour salto avant.